# Sugihwaras (Pringkuku)
Sugihwaras is een bestuurslaag in het regentschap Pacitan van de provincie Oost-Java, Indonesië. Sugihwaras telt 976 inwoners (volkstelling 2010).